# Cobaltcarbonylhydrid
Cobaltcarbonylhydrid ist eine chemische Verbindung des Cobalts und zählt zu den Carbonylkomplexen. Neben Carbonylliganden ist zusätzlich ein Wasserstoffatom an das Cobaltatom gebunden. Es handelt sich um eine gelbliche, luftempfindliche, sich leicht zersetzende Flüssigkeit. 

## Gewinnung und Darstellung
Cobaltcarbonylhydrid lässt sich aus Dicobaltoctacarbonyl darstellen. Dazu wird Dicobaltoctacarbonyl mit Natrium umgesetzt, wodurch die Cobalt-Cobalt-Bindung gebrochen wird und sich Natriumtetracarbonylcobaltat bildet. Durch Umsetzen mit einer Säure entsteht Cobaltcarbonylhydrid.
Technisch wird Cobaltcarbonylhydrid durch reduktive Carbonylierung von Cobaltoxiden mit Kohlenstoffmonoxid und Wasserstoff hergestellt. Dabei bildet sich zunächst Dicobaltoctacarbonyl, das durch den Wasserstoff gespalten wird.

## Eigenschaften
Der Cobaltcarbonylhydrid-Komplex ist trigonal-bipyramidal aufgebaut. Dabei sind das Wasserstoffatom und ein Carbonylligand axial, die drei weiteren Carbonylliganden äquatorial angeordnet. Der Cobalt-Wasserstoff-Abstand beträgt 114 pm, der Cobalt-Kohlenstoff-Abstand 176 pm für den axialen CO-Liganden bzw. 182 pm für die äquatorialen CO-Liganden.
Der Wasserstoff-Ligand ist sauer und kann leicht abgespalten werden. Der pKs-Wert des Komplexes liegt bei 8,3, gemessen in Acetonitril. In Wasser ist die Verbindung mit einem pKs-Wert von 1 eine starke Säure.

## Verwendung
Cobaltcarbonylhydrid wird industriell in der Hydroformylierung verwendet. Dabei dient der Komplex als Katalysator zur Gewinnung von Aldehyden aus Alkenen. Er ermöglicht die Insertion von Kohlenstoffmonoxid in eine C–H-Bindung des Alkens.

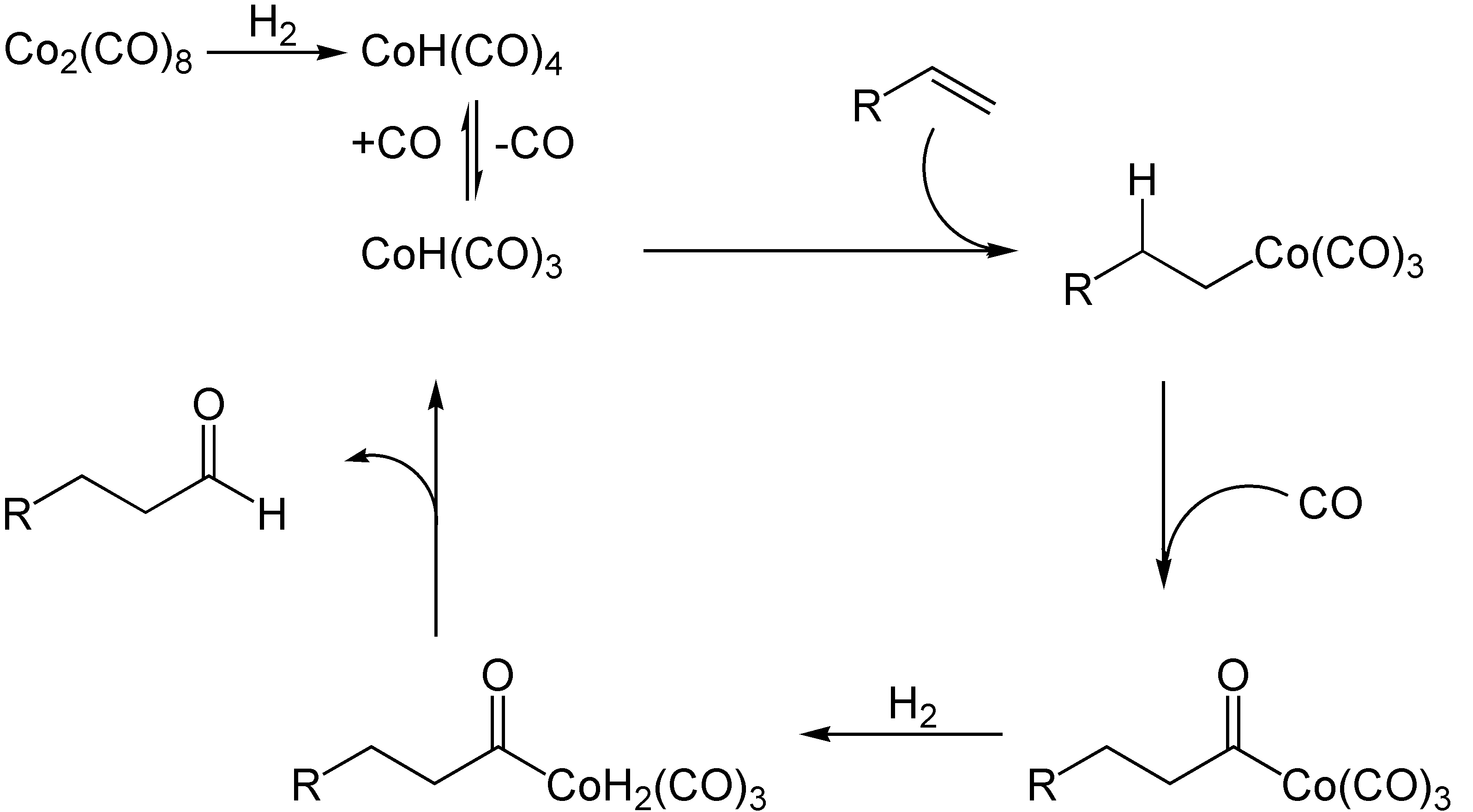
Katalysezyklus der Hydroformylierung

Die Cobalt-Katalysatoren wurden inzwischen häufig durch Rhodium-Katalysatoren ersetzt, da diese mildere Reaktionsbedingungen und eine selektivere Reaktion ermöglichen.